# IC 1129
IC 1129 — галактика типу Sc (компактна спіральна галактика) у сузір'ї Мала Ведмедиця.
Цей об'єкт міститься в оригінальній редакції індексного каталогу.